# Haut
Haut fou un diari luxemburguès publicat entre el 2 de febrer de 1981 i el 1983 en les llengües francesa i alemanya.